# Ерккі Салменгаара
Ерккі Олаві Салменхаара (фін. Erkki Salmenhaara 12 березня 1941, Гельсінкі — 19 березня 2002, Гельсінкі) — фінський музикознавець, композитор, музичний педагог, прозаїк і критик. Лауреат премії «Tieto-Finlandia» (1997).

## Життєпис
До 1963 навчався в Академії ім. Сібеліуса.
Учень Йонаса Кокконі, потім під керівництвом Дьордя Лігеті у Віденській консерваторії удосконалював майстерність в музикознавстві, естетиці та теоретичній філософії в Гельсінському університеті.
У 1970 став доктором музикознавства, захистивши дисертацію про творчість композитора Дьордя Лігеті.
У 1966 — 1975 — викладач, в 1975 — 2002 — доцент музикознавства в Гельсінському університеті.
Один з провідних письменників на тему класичної музики у Фінляндії.
З 1963 по 1973 Ерккі Салменгаара працював музичним критиком найбільшої фінської газети "Helsingin Sanomat". З 1969 — віце-президент Фінського товариства музикознавства, з 1974 по 1976 — голова Спілки композиторів Фінляндії, з 1974 по 1978  — президент Асоціації фінських симфонічних оркестрів.

## Творчість
Ерккі Салменгаара є одним з найпомітніших музикознавців і композиторів другої половини XX століття у Фінляндії. За свою більш ніж тридцятирічну кар'єру професора музикознавства він встиг детально вивчити як історію, так і теорію музики. Найбільше Салменгаара запам'ятався як упорядник біографій Яна Сібеліуса та Лееві Мадетойя.
Ерккі Салменгаара був також різнобічним композитором: в його репертуар входили хорова, фортепіанна, камерна і електронна музика, а також опера і симфонії. Салменгаара — автор так званої «техніки звукобарвистих полів» (сонорної композиції). Йому належить п'ять симфоній, симфонічна поема, чотири елегій для камерних оркестрів, твори камерної музики, п'єси для фортепіано, кантати, хорові твори, пісні і п'єси для електронних інструментів.

## Вибрані музичні твори
- Сімнадцять маленьких п'єс для фортепіано, 1957 – 1960
- Suoni successivi для фортепіано в 4 руки, 1962
- 1. Sinfonie, Симфонія, 1962
- 2. Sinfonie, Симфонія, 1963
- 3. Sinfonie, 1963 – 1964
- Le Bateau ivre, поема для оркестру, на вірші А. Рембо, 1965 – 1966
- Suomi, 1966
- La fille en mini-jupe для оркестру, 1967
- Requiem profanum, 1968 – 1969
- Portugalin nainen (Португальська жінка), опера, заснована на творі Р. Музіля, 1970 – 1972
- 4. Sinfonie – Nel mezzo del cammin di nostra vita, Симфонія, 1972
- Hornkonzert, 1973
- Missa profana, 1977
- Introduktion und Choral, органний концерт, 1978
- Концерт для двох скрипок з оркестром, 1980
- Соната для фортепіано, 1981
- Концерт для віолончелі, 1983 – 1987
- Lintukoto, 5 симфонія, 1989

## Обрана проза і публікації
- Sointuanalyysi, 1968.
- Das musikalische Material und seine Behandlung in den Werken Apparitions , Atmosphères, Aventures und Requiem von György Ligeti, 1970.
- Tapiola: Sinfoninen runo Tapiola Sibeliuksen myöhäistyylin edustajana, 1970.
- Soinnutus: Harmoninen ajattelu tonaalisessa musiikissa, 1970.
- Tutkielmia Brahmsin sinfonioista, 1979.
- Jean Sibelius, 1984.
- Leevi Madetoja, 1987.
- Löytöretkiä musiikkiin: Valittuja kirjoituksia 1960 – 1990, 1991.
- Suomen musiikin historia 1-3, 1995 – 1996.